# Sabā
Der Sabā (arabisch الصبا, DMG aṣ-Ṣabā) ist ein Ostwind im Westen der arabischen Halbinsel, der am Morgen vom Nadschd her weht. Wegen seiner Sanftheit (riqqa) und angenehmen Brise war er bei den Arabern besonders beliebt und wurde „Wind der Liebenden“ (rīḥ al-ʿuššāq) genannt. Der Sabā galt als der Wind, der die Wolken zusammenzieht und Regen bringt und im Gegensatz zu West- und Südwind keine Ausdörrung (haif) bewirkt. Die Araber der Wüste sollen ihre Zelte so aufgestellt haben, dass sie mit ihrer Öffnung den Sabā einfangen konnten. In der klassisch-arabischen lyrischen Dichtung wird der Wind sehr gepriesen und spielt eine ähnliche Rolle wie der Zephyr der griechisch-römischen Welt. Da es einen kanonischen Hadith gibt, wonach der Prophet Mohammed die Unterstützung des Sabā-Windes genossen haben soll, hat er im Islam auch eine religiöse Bedeutung. In der arabisch-islamischen Meteorologie wurde der Sabā später allgemein und unabhängig von seinem lokalen Vorkommen zur Bezeichnung des Ostwindes, der neben Nordwind (šimāl), Südwind (ǧanūb) und Westwind (dabūr) einen der vier Grundwinde der Windrose bildet.

## Etymologie
Nach dem arabischen Enzyklopädisten an-Nuwairī (gest. 1333) soll der Sabā-Wind deswegen so heißen, weil die Menschen ihm wegen seiner angenehmen Brise und Luft zugetan sind (taṣbū ilaihā). Das arabische Wort ṣabwa bedeutet nämlich „Zuneigung, Verlangen“.

## Der Sabā-Wind als Motiv in der Literatur

### Bedeutung in der klassisch-arabischen Dichtung
Nach Jaroslaw Stekevych ist er „als Überbringer parfümierter Botschaften der Geliebten“ der Wind des Liebesversprechens oder der Liebeserinnerung und der frohen Botschaft. Als solcher kommt er auch in der Dichtung von Imru' al-Qais vor. So erinnert er sich in seiner Muʿallaqa an die Reize von zwei vergangenen Liebhaberinnen mit den Worten:
إِذَا قَامَتَا تَضَوَّعَ المِسْكُ مِنْهُمَـا

نَسِيْمَ الصَّبَا جَاءَتْ بِرَيَّا القَرَنْفُلِ
Iḏā qāmatā taḍauwaʿa l-misku minhumā

Nasīm aṣ-Ṣabā ǧāʾat bi-raiyā l-qurunful
Wenn sie sich erhoben, strömte Moschusduft von ihnen aus,

So wie die Sabā-Brise Nelkenduft mit sich bringt.
Zwar gibt es einige Fälle, in denen der Sabā als ein Wind erscheint, der hart und unerbittlich ist, doch war das Bild des „sanften, erotischen, Regen bringenden und befruchtenden“ Sabā in der vorislamischen arabischen Lyrik vorherrschend und sollte auch später als Stimmungssignal eines der beständigsten und am intensivsten aufgeladenen Worte der arabischen Lyrik bleiben. Ab der Umaiyadenzeit galt der Sabā als ein Wind, der im Nadschd entsteht, womit der Nadschd ähnlich symbolisch aufgeladen wurde wie die griechische Region Arkadien. In einem Vers, der Madschnūn Lailā zugeschrieben wird, aber eigentlich von dem spätumaiyadischen Dichter Ibn Dumaina (gest. 760) stammt, heißt es:
أَلاَ يَا صَبَا نَجْدٍ مَتى هِجْتِ مِنْ نَجْدٍ

لَقَدْ زَادَني مَسـراكِ وَجْداً عَلى وَجْدِ
A-lā yā Ṣabā naǧdin matā hiǧti min Naǧd

La-qad zādanī masrāki waǧdan ʿalā waǧd
Ach, o Sabā des Hochlandes, wann erhobst du dich aus dem Nadschd?

Deine Nachtreise macht mich immer liebestoller.
ʿAlī ibn al-Dschahm (gest. 863), der höfische Dichter von Bagdad, behält das Bild von dem Sabā als einem regen- und fruchtbarkeitsspendenden Wind bei und vergleicht ihn mit einer Greisin, die dem Dichter eine junge Frau zuführt:
وَسارِيَةٍ تَرتادُ أَرضاً تَجودُها

شَغَلتُ بِها عَيناً قَليلاً هُجودُها

أَتَتنا بِها ريحُ الصَبا وَكَأَنَّها

فَتاةٌ تُزَجّيها عَجوزٌ تَقودُها
Wa-sāriyatin tartādu arḍan taǧūduhā

Šaġaltu bihā ʿainan qalīlan huǧūduhā

Atatnā bihā rīḥ aṣ-Ṣabā

Fatātun tuzaǧǧīhā ʿaǧūzun taqūduhā
Eine Nachtwolke, die nach einem Land sucht, um ihm Regen zu spenden

Mit ihr beschäftigte ich meine schlaflosen Augen,

Der Sabā-Wind brachte sie, als ob sie

Ein junges Mädchen wäre, getrieben und geführt von einer Alten.
As-Sanaubarī (gest. 945), ein Bibliothekar und Dichter am Hofe Saif ad-Daulas, vergleicht in einem seiner Gedichte die Zypressen im nächtlichen Garten, die vom Sabā-Wind bewegt werden, mit spielenden Mädchen:
وكأنَّ إِحداهنَّ من نفح الصَّبَا

خودٌ تلاعبُ مَوْهِناً أترابَها

والنهرُ قد هَزَّتْهُ أرواحُ الصَّبَا

طرباً وَجَرَّتْ فَوْقَه أهدابَها
Wa-ka-anna iḥdāhunna min nafḥi ṣ-Ṣabā

Ḫūdun tulāʿibu mauhinan atrābahā

Wa-n-nahru qad hazzathu arwāḥu ṣ-Ṣabā

ṭaraban wa-ǧarrat fauqahū ahdābahā
Als ob eine jede von ihnen, die vom Sabā-Hauch bewegt wird,

ein junges Mädchen wär, die des Nachts mit ihren Altersgenossinnen spielt.

Den Fluss haben die Sabā-Gesäusel in lustige Wogen

Versetzt und über ihm ihre Säume hochgezogen.

### Als Motiv in der modernen Literatur
Das Motiv des Sabā-Winds wird auch später von modernen arabischen Dichtern wie Ahmed Shawqi aufgegriffen. Darüber hinaus hat es auch außerhalb der arabischen Welt bei Bewunderern der arabischen Dichtung Aufnahme gefunden. So verbindet es Johann Wolfgang von Goethe in seinem West-Östlichen Divan mit dem ultimativen Locus amoenus des islamischen Paradieses. In seinem Gedicht mit dem Titel Berechtigte Männer, in dem das jenseitige Schicksal der muslimischen Märtyrer der Schlacht von Badr beschrieben wird, lässt er den Sabā-Wind, der bei ihm „Wind von Osten“ heißt, eine Schar von Paradiesjungfrauen herantragen:
Und nun bringt ein süßer Wind von Osten

Hergeführt die Himmels-Mädchen-Schaar;

Mit den Augen fängst du an zu kosten,

Schon der Anblick sättigt ganz und gar.
Auch in die moderne malaiische Literatur hat das Motiv des Sabā-Winds Eingang gefunden. So greift Sayyid Shaykh al-Hadi in seinem Liebesroman Hikayat Faridah Hanom bei der Beschreibung der ersten nächtlichen Zusammenkunft des Liebespaars auf dieses Motiv zurück, wenn er schreibt, dass Faridah Hanom herbeieilte „wie ein Ashoka-Zweig, der vom Sabā-Wind herangeweht wird“ (seumpama dahan angsoka yang ditiup oleh angin rih al-saba).

## Religiöse Bedeutung im Islam
Dem Sabā-Wind wird im Islam auch eine religiöse Bedeutung zugeschrieben, weil es einen von ʿAbdallāh ibn ʿAbbās überlieferten Hadith gibt, wonach der Prophet Mohammed gesagt haben soll: „Mir wurde durch den Sabā der Sieg verliehen, und die ʿĀd wurden durch den Dabūr vernichtet“ (nuṣirtu bi-ṣ-Ṣabā wa-uhlikat ʿĀd bi-d-Dabūr). Nach al-Qalqaschandī bezog sich diese Aussage auf den „Tag der Völkerschaften“ (yaum al-aḥzāb), also die Grabenschlacht. Nach einer Glosse, die von ʿAbdallāh ibn ʿAbbās (gest. 688) überliefert wird, ist auch der Wind in der koranischen Aussage „Da schickten wir einen Wind und Heerscharen, die ihr nicht sehen konntet“ (Sure 33:9) der Sabā. Ibn Hadschar al-ʿAsqalānī folgte später in seinem Kommentar zum Sahīh al-Buchārī ebenfalls dieser Auffassung.
An-Nuwairī zitiert eine Tradition, der zufolge noch nie ein Prophet berufen worden sein soll, ohne dass er die Unterstützung des Sabā hatte (mā buʿiṯa nabīy illā waṣ-Ṣabā maʿahū). Auch der Wind, der nach Sure 34:12 Salomo dienstbar gemacht wurde, soll der Sabā-Wind sein.

## Andere Namen
Nach al-Qalqaschandī wurde der Sabā-Wind auch Qabūl genannt, weil er demjenigen, der sich nach Osten wendet, entgegenweht. Und in Ägypten sagte man zu diesem Wind einfach nur „der Östliche“ (aš-šarqīya).

## Belege
1. 1 2 3  an-Nuwairī: Nihāyat al-adab fī funūn al-ʿArab. Dār al-kutub al-Miṣrīya, Kairo 1923. Band 1, S. 97. Digitalisat
2. 1 2  al-Marzūqī: Kitāb al-Azmina wa-l-amkina. 1996, S. 527.
3. 1 2  Ibn Ḥaǧar al-ʿAsqalānī: Fatḥ al-bārī bi-šarḥ Ṣaḥīḥ al-Buḫārī. Ar-Risāla al-ʿālamīya, Beirut 2013. Band 4, S. 162. Digitalisat
4. ↑  al-Marzūqī: Kitāb al-Azmina wa-l-amkina. 1996, S. 314.
5. ↑  Stetkevych: The Zephyrs of Najd. 1993, S. 123, 132–134.
6. ↑  al-Marzūqī: Kitāb al-Azmina wa-l-amkina. 1996, S. 315.
7. ↑  Paul Lettinck: Aristotle's Meteorology and its Reception in the Arab World. Brill, Leiden 1999. S. 168.
8. 1 2 3  Al-Qalqašandī: Ṣubḥ al-aʿšā fī ṣināʿat al-inšāʾ. al-Maṭbaʿa al-Amīrīya, Kairo 1913. Band 2, S. 167. Digitalisat
9. ↑  Stetkevych: The Zephyrs of Najd. 1993, S. 125.
10. ↑  al-Muʿallaqāt as-sabʿ maʿa al-ḥawāšī al-mufīda li-z-Zauzanī. Ed. Muḥammad Ḫair Abūl-Wafā und Muṣṭafā Qaṣṣāṣ. Maktabat al-Buschrā, Karachi 2011. S. 13. Digitalisat
11. ↑  Stetkevych: The Zephyrs of Najd. 1993, S. 125.
12. ↑  Stetkevych: The Zephyrs of Najd. 1993, S. 122, 128.
13. ↑  al-Muʿallaqāt as-sabʿ maʿa al-ḥawāšī al-mufīda li-z-Zauzanī. Ed. Muḥammad Ḫair Abūl-Wafā und Muṣṭafā Qaṣṣāṣ. Maktabat al-Buschrā, Karachi 2011. S. 13. Digitalisat
14. ↑  Ibn Dumaina: Dīwān. Maktabat al-ʿUrūba, Kairo 1959. S. 85. Digitalisat
15. ↑  ʿAlī ibn al-Ǧahm: Dīwān. Ed. Ḫalīl Mardam. Dār al-Āfāq al-ǧadīda, Beirut 1979. S. 56f.
16. ↑  aṣ-Ṣinaubarī: Dīwān. Ed. Iḥsān ʿAbbās. Dār Ṣādir, Beirut 1998. S. 390. Digitalisat
17. ↑  Stetkevych: The Zephyrs of Najd. 1993, S. 132.
18. ↑  Stetkevych: The Zephyrs of Najd. 1993, S. 276.
19. ↑  Johann Wolfgang von Goethe: West-östlicher Divan. Stuttgart, 1819. S. 226. Digitalisat
20. ↑  Sayyid Sheikh al-Hadi: Shafik Afandi dengan Faridah Hanom. Mercantile Press. Penang 1926, S. 4. Deutsche Übersetzung
21. ↑  al-Buḫārī: Ṣaḥīḥ al-Buḫārī, Kitāb Aḥādīṯ al-anbiyāʾ. Nr. 6. Digitalisat.